# Nadgradna prodaja
Nadgradna prodaja (angleško upselling) je tehnika prodaje, pri kateri prodajalec prepričuje kupca k nakupu dražjega izdelka, nadgradnje ali drugih dodatkov, da poveča vrednost prodaje in posledično prihodke. 
Točneje pa pojem nadgradne prodaje pomeni trženje donosnejših ali dražjih storitev ali izdelkov tako, da stranki predstavi dražjo možnost z več prednostmi, ki je morda prvotno ni upoštevala.
Primer: Stranka se zanima za telefon z 32 GB, a se odloči za telefon s 128 GB prostora.
Drugačna tehnika je navzkrižna prodaja, pri kateri prodajalec poskuša prodati dodaten ali dopolnilen izdelek k temu, ki ga stranka namerava kupiti. 
Primer: Stranka se zanima za nakup telefona in poleg kupi tudi slušalke
Tretja oblika, ki je prišla v uporabo nekoliko kasneje pa je down-selling. V tem primeru prodajalec stranki ponudi cenejšo verzijo tiste, za katero se trenutno zanima. Ta tehnika predstavlja določeno tveganje (da se proda manj), a se argumentira kot sigurna tehnika, saj v takem primeru podjetje vsaj pridobi stranko. Učinkovito jo je mogoče uporabiti, ko stranka že zavrne trenutno ponudbo.
Primer: Stranka gleda telefon s 32 GB spomina, a se ji ponudi telefon s 16 GB.

## Nadgradna prodaja proti navzkrižni prodaji
Nadgradnja je praksa, pri kateri poskuša podjetje motivirati stranke za nakup višjega izdelka, nadgradnje ali dodatnega artikla, da bi doseglo donosnejšo prodajo. Na primer, prodajalec lahko vpliva na stranko, da kupi najnovejšo različico artikla, namesto cenejšega trenutnega modela, tako da izpostavi njegove dodatne funkcije. Podobna marketinška tehnika je navzkrižna prodaja, kjer prodajalec predlaga nakup dodatnih izdelkov za prodajo. Na primer, lahko reče: "Ali želite malo sladoleda k tej torti?" Vse tehnike lahko povečajo prodajo, vendar predstavljajo nevarnost zmanjšanja le-te, v primeru, ko se navzkrižna prodaja ali down-sell izvajata v napačni fazi nakupa.